# فرودگاه اینز گارودا
فرودگاه اینز گارودا (به انگلیسی: INS Garuda) یک فرودگاه است که یک باند فرود آسفالت دارد و طول باند آن ۱۴۱۴ متر است. این فرودگاه در کشور هند قرار دارد و در ارتفاع ۲ متری از سطح دریا واقع شده‌است.